# François Grin
François Grin (14 settembre 1959) è un economista svizzero, specializzato in economia linguistica.

## Carriera
Dal 2003 è professore all'università di Ginevra.
È noto, anche fuori dall'ambiente accademico, per essere l'autore del cosiddetto rapporto Grin (intitolato L'insegnamento delle lingue straniere come politica pubblica), uno studio sulle disparità economiche dovute all'uso dell'inglese come lingua veicolare, specialmente nell'ambito dell'Unione europea.